# Opegrapha corinnae
Opegrapha corinnae är en lavart som beskrevs av Egea & Ertz. Opegrapha corinnae ingår i släktet Opegrapha och familjen Roccellaceae.   Inga underarter finns listade i Catalogue of Life.